# Eksperimentalni film u Hrvatskoj
Eksperimentalni film često se u literaturi naziva i avangardnim, a šezdesetih godina prošlog stoljeća u Hrvatskoj se nazivao i antifilmom ili alternativnim filmom. Avangardni pokreti dolazili su do nas pod raznim nazivima – u likovnim umjetnostima to su bili Gorgona, Exat 51, apstraktna umjetnost, Nove tendencije– a na filmu govori se o antifilmu, GEFF-u, eksperimentalnom filmu i umjetničkom videu.

## Definicija
Hrvoje Turković razlikuje tri značenja termina avangardnog filma. Prvi se odnosi na povijesni kontekst i tu pripadaju samo filmovi nastali dvadesetih i tridesetih godina prošlog stoljeća. Drugi se može odnositi na različite povijesne kontekste i ne mora imati konzistentne unutarnje crte. U tu kategoriju može biti uključen primjerice individualan opus određenog autora. Treće značenje je već ustaljeno u filmskopovijesnim pregledima kao prepoznatljiva filmska vrsta koja se jasno razlikuje od drugih vrsta te ima svoj povijesni tijek od samih početaka do danas. Turković također razlikuje dva obilježja zbog koja bismo određeno djelo mogli nazvati avangardnim.  To su negativističko i pozitivističko obilježje. Negativističko prethodi pozitivističkom, to jest djelo nastaje s namjerom da se suprotstavi vladajućoj tendenciji ili tradiciji. Naime, takvo djelo tradicionalno se ne bi smatralo umjetničkim. Primjer za to je kada Vladimir Petek radi intervencije na samu filmsku vrpcu. Pozitivističko slijedi kao odgovor, isti umjetnik ili drugi umjetnici propituju i uvode nove mogućnosti za inventivno stvaralaštvo.  

## Kinoklubovi
Kraj pedesetih i početak sedamdesetih godina prošlog stoljeća vrijeme je pojave eksperimentalnog filma u Hrvatskoj. Mihovil Pansini i Ivan Martinac dvije su važne osobe oko kojih se okupljaju drugi filmski amateri u sklopu Kinokluba Zagreb, gdje djeluje Pansini, te Kinokluba Split na čelu s Martincem. Ustraju protiv konvencionalne kinematografije. Klubovi su omogućavali umjetnicima slobodno stvaralaštvo – kakvo nikada ne bi bilo moguće u okviru profesionalne kinematografije.
U amaterskim kinoklubovima istraživali su se kao što vidimo novi načini izričaja kroz filmski medij – kinoklubovi su umjetnicima omogućavali autorsku slobodu. Kinoklub Split se u svojim težnjama i atmosferi ipak bitno razlikovao od zagrebačkog. Ondje, osim Verzottija i Martinca djeluju Lordan Zafranović, Vjekoslav Nakić, Anđelka Habazina i Gordan Švob. Njihovi filmovi, uz naravno pokoje iznimke, temeljit će se najviše na atmosferi i na subjektivnom doživljaju.

## Antifilm
Na jednom od okupljanja kinoklubaša iz Zagreba 1962. godine nastaje pojam, odnosno pokret antifilma. Radi se o pokretu koji je imao i tekstove i manifeste, a značio je potpunu autorsku slobodu, oslobađanje od svih pravila i nesputano stvaranje. Postoje usporedbe hrvatskog antifilma s francuskim "cinéma pure". Radi se o pokretu iz dvadesetih godina 20. stoljeća, a glavno htijenje je bilo osloboditi film sadržaja i naracije te fokus staviti na formu.  Primjer takvog filma u Hrvatskoj je primjerice Pansinijev "K3 ili čisto nebo bez oblaka" iz 1963. godine. U filmu je pristutna potpuna redukcija postupaka pa se ga se stoga može okarakterizirati kao strukturalni film. Obilježje strukturalnog filma upravo je ponavljanje jednog ili manjeg broja postupaka, a primjer za to bio bi film Andyja Warhola "Spavanje" iz 1963.
Valja spomenuti i Pansinijev film "Scusa, signorina" iz iste godine. Film je obilježen nekontroliranim bilježenjem svakodnevice grada kamerom koja je iza snimateljevih leđa. Prisutan je element slučajnosti, ali i oneobičavanja svakodnevice. Kamera postavljena na takav način bilježi svakodnevne događaje na neadekvatan način, od niskog rakursa do potpuno ukošenog kadra. "I'm Mad" Ivana Martinca također se uklapa u tip strukturalnog fima. Naime, on snima čovjeka na terasi restorana iz različitih uglova i različitih udaljenosti. Ritam filma je ključan: iz širokih, dugih i statičnih kadrova prelazi se u sve kraće i dinamičnije kadrove, da bi u jednom trenutku ono što je u kadru postalo potpuno apstraktno. Sve prate glazba i šumovi koji također postaju dinamičniji. 

## GEFF
O tom razdoblju još govorimo kao o "gefovskom razdoblju" referirajući se na festival eksperimentalnog filma GEFF, što je kratica za Genre Film Festival. Održavao se bijenalno nakon 1963. godine kada je prvo izdanje održano u Zagrebu, od 19. do 22. prosinca. Festival se održava sve do 1969. godine. Cilj festivala bio je da film postane "integralni dio života".  Na prvom okupljanju gledali su se primjerice filmovi pionira filmske avangarde i eksperimentalnog filma – od Maye Deren, Ejzenštajna, Buñuela, René Claira i drugih. Također, uspjeh je pri tomu postigao Tomislav Gotovac filmom "Prijepodne jednog fauna", a nagrađeni su i filmovi Ivana Martinca "Doručak čovjeka" i "Twist-Twist" Ante Verzottija. Verzotti je bio član Kinokluba Split. U filmu "Twist-Twist" riječ je o odnosu slike i zvuka – na slici prepoznajemo valove u pokretu koji prate ritam jazz kompozicije. 

## Vladimir Petek
Vladimir Petek bavio se eksperimentima koji su se najčešće odnosili na djelovanje na filmsku vrpcu. Hrvoje Turković
taj tip pristupa naziva "materijalističkim" usmjerenjem, a ono podrazumijeva upravo fizičku intervenciju na vrpcu. Vrpca se, bilo da je nađena ili tek snimljena, kontrolirano uništava bilo grebanjem, ljepljenjem manje vrpce na veću, bojanjem vrpce ili korištenjem tona negativa. Može se također rezati i spajati uzduž filmske slike. U filmu "Zaklon" iz 1967. Petek u film čak ubacuje i animirane dijelove. Film "Sretanje" iz 1963. godine je, najjednostavnije rečeno, filmski portret mlade djevojke. Petek na vrpcu intervenira bojanjem, korištenjem tona negativa ili okretanjem kadra za 90 stupnjeva.
Takav način bavljenja filmom, to jest takva koncepcija antifilma povukla je za sobom i ironijske odgovore. Primjerice, Milan Šamec u filmu "Termiti" pokazuje kako prema takvom shvaćanju i takvom pristupu filmu bilo tko može biti umjetnik, a bilo što se može nazivati umjetnošću. Zlatko Hajdler poručuje istu stvar filmskim eksperimentom "Kariokineza" gdje vrpcu na projektoru postavlja preblizu žarulje da bi na kraju vrpca potpuno izgorjela.

## Tomislav Gotovac
Neke filmove Tomislava Gotovca, o kojima će biti najviše riječi, pripadaju struji "redukcijskog" usmjerenja, odnosno posebnoj vrsti strukturalnog filma. Karakterizira je davanje prednosti dugotrajnom snimanju te ponavljanju jednog ili malog broja postupaka. Tu se ubrajaju neki filmovi Mihovila Pansinija i Vladimira Peteka.
Tomislav Gotovac svoje filmove pažljivo planira. To se vidi već u njegovom prvom filmu "Smrt" iz 1962. godine. Riječ je o snimkama niza fotografija u ton-negativu uz odgovarajuću glazbu. "Prijepodne jednog fauna" iz 1963. Gotovčev je drugi film, a njegove osnovne karakteristike su svedenost i redukcija postupaka te njihovo ponavljanje ili produljeno odvijanje. Dakle, ispituju se jedan ili mali broj postupaka koji upravo odgovaraju navedenoj definiciji strukturalnog filma. U filmu "Pravac" iz 1964. godine prisutno je uporno ponavljanje postupka vožnje kamerom prema naprijed, a u filmu "Kružnica" iz iste godine ponavlja se vodoravba i okomita panorama. "Plavog jahača" iz 1963. godine obilježava hektičko šaranje kamerom.
Ipak, u Gotovčevom opusu osjeti se i dokumentaristička nota, odnosno umjetnikovo zanimanje za snimanje onoga što ga svakodnevno okružuje. Ponekad u filmove uključuje i prizore iz doma, obitelji, prijatelja ili nečega što mu je blisko. Primjeri za filmove gdje se bavi takvim temama su „Plastični Isus“ i „Obiteljski film“. Pritom je ta dokumentarnost intimna, kao i realistička jer ipak snima prizore koje su svakome poznati – prizori ulice ili grada.

## Vanjske poveznice
- Tomislav Gotovac  Arhivirana inačica izvorne stranice od 2. rujna 2013. (Wayback Machine)
- Avantgarde museum: Tomislav Gotovac
- Hrvatski filmski savez
- Kinoklub "Zagreb"